# Colm Kelleher
Colm Kelleher, né le 30 mai 1957 dans le comté de Cork est un banquier et dirigeant d'entreprise irlandais. Après avoir travaillé pour la banque Morgan Stanley, dont il est directeur financier puis président, il est choisi comme président de l'UBS en 2022.

## Enfance et éducation
Thomas Columba dit « Colm » est le quatrième d'une fratrie de neuf enfants. Son père, médecin, quitte l'Irlande pour échapper à la pauvreté et s'installe à Liverpool, dans le nord de l'Angleterre, où les enfants fréquentent une école catholique,,.
Souhaitant devenir professeur d'histoire, Colm Kelleher étudie ensuite à l'Université d'Oxford (il est dans le college Oriel) et obtient un M.A. en histoire moderne. Peu intéressé par la perspective d'une carrière académique et la rédaction d'une thèse, il se retrouve « par hasard » dans le secteur bancaire et commence à travailler pour la banque londonienne Robert Fleming (en). Pour approfondir son bagage financier, il accomplit un diplôme de comptable agréé auprès de la société de révision Arthur Andersen.

## Carrière

### Progression dans le monde bancaire
Colm Kelleher travaille ensuite pour la County Bank (une filiale de NatWest), où il rencontre sa future épouse. En 1989, il rejoint le bureau londonien de la banque d'investissements Morgan Stanley, banque pour laquelle il va travailler plus de 20 ans. Kelleher rencontre rapidement John Mack, membre de la direction, qui fait de lui en 2004 le responsable des ventes de produits à revenu fixe pour l'Europe. Lorsque Mack démissionne pour le Credit Suisse, Kelleher envisage de le suivre à Zurich.
Kelleher se déplace ensuite à New York où John Mack, devenu CEO de Morgan Stanley, le promeut directeur des marchés financiers en 2006, puis directeur financier (CFO) en 2007. Il est alors confronté directement à la crise financière de 2008 et s'oppose avec succès à la revente de la banque qu'exigeaient les autorités américaines. Toutefois, Kelleher n'est pas retenu pour succéder à Mack comme CEO de la banque en 2010. Le nouveau CEO, James Gorman, le nomme alors coprésident de l'activité titres, et lui délègue progressivement toute la responsabilité opérationnelle. De ce fait, Colm Kelleher est CEO dès 2011 et devient président en 2016 et est alors effectivement le numéro 2 de Morgan Stanley.

### Départ et retraite
Après 30 ans dans la banque new-yorkaise, Colm Kelleher part en 2019, souhaitant laisser la place à la prochaine génération, et ne conserve à titre de conseiller du directeur général qu'un bureau, une assistante et un terminal Bloomberg.
Il ne travaille alors plus et passe son temps entre Londres et la propriété toscane de son épouse. Très croyant, il effectue avec son frère le pèlerinage de Saint-Jacques-de-Compostelle pendant plus d'un mois, levant des fonds pour l'association Student Sponsor Partners (en). C'est au cours de la marche qu'il décide de reprendre une activité dans le domaine financier où il a toujours exercé.
Kelleher signale alors au marché son intérêt pour un poste. Le hedge fund Cerberus, un important actionnaire de la Deutsche Bank le lance en 2020 pour remplacer le président en exercice Paul Achleitner, mais la tentative échoue.

### Arrivée chez UBS
Le président de l'UBS, Axel Weber, arrive en fin de mandat en 2022 et prépare sa succession. Via la société de chasseur de têtes Egon Zehnder, il propose Colm Kelleher comme président d'UBS. Son choix est motivé notamment par le fait qu'UBS est prête pour la prochaine étape après son sauvetage de la crise financière, et que la banque a besoin de se développer par des acquisitions, ce que Morgan Stanley a largement utilisé. La nomination de Kelleher est tardive et surprend. Il est élu par l'assemblée générale en avril 2022.
En 2023, il doit prendre en charge le rachat de Credit Suisse par l'UBS,. Il dénonce un an plus tard l'incurie des dirigeants du Credit Suisse, ainsi que selon lui une absence de surveillance par la Finma,,.

## Personnalité et vie privée
Colm Kellehere est décrit comme une personnalité « baroque », bon vivant, peu technocratique mais très ferme. Il est passionné d'histoire, spécifiquement de l'empire byzantin, et agrémente souvent ses discussions d'anecdotes historiques. Il déclare à propos de l'activité bancaire en 2017 que « Les banquiers devraient être ennuyeux. Nous ne devrions pas faire la une des médias. Nous devrions faire notre travail ».
Il est marié à une banquière italo-écossaise, avec laquelle il a trois enfants majeurs. Son frère aîné, Declan Kelleher, a par ailleurs été longtemps ambassadeur de l'Irlande auprès de l'Union européenne.